# Ukraińska Główna Rada Wyzwoleńcza
Ukraińska Główna Rada Wyzwoleńcza (ukr. Українська головна визвольна рада, UHWR) – ukraińska organizacja politycznego kierownictwa walką narodowowyzwoleńczą Ukraińców, utworzona w Dystrykcie Galicja w lipcu 1944 r. z inicjatywy kierownictwa OUN-B i UPA.

## Powstanie UHWR
Zamiarem założycieli było stworzenie bazy społeczno-politycznej dla walki zbrojnego podziemia przeciw Niemcom i Sowietom oraz przyciągnięcie do niej kadr z organizacji niepodległościowych spoza OUN, choć ta organizacja była ideologiczną bazą UHWR. Do współpracy udało się namówić część byłych działaczy UNDO, „sfery świętojurskie” (od lwowskiej katedry Świętego Jura – środowisko zbliżone do arcybiskupa Szeptyckiego) oraz partię Ukraińskich Republikanów Narodowych.
Od stycznia 1944 z mandatu dowództwa UPA Łew Szankowski przedstawiał inicjatywę utworzenia UHWR komisji, która nawiązała kontakty z innymi partiami i bezpartyjnymi działaczami. Przedstawiciele OUN płk Melnyka nie zgodzili się wejść do planowanego organu kierującego. Zebrania założycielskie UHWR odbyły się od 11 lipca do 15 lipca 1944 we wsi Nedilna na Samborszczyźnie pod osłoną oddziałów UPA. W zebraniu wzięło udział 20 osób, 5 innych zgodziło się przyjąć mandaty, ale nie zdołały przybyć. Pomiędzy założycielami większość należała do OUN, a 10 osób z nich pochodziło z ziem północno-zachodnich i Naddnieprza.
Na obradach, którymi kierował Rostysław Wołoszyn, uchwalono demokratyczne zasady życia i program państwowo-polityczny oraz społeczno-ekonomiczny przyszłego ustroju Ukrainy. Wybrano też prezydium UHWR (przewodniczącym został Kyryło Ośmak z Kijowa, wiceprzewodniczącymi Wasyl Mudry, o. Iwan Hrynioch i Iwan Wowczuk), generalny sekretariat (sekretarz Roman Szuchewycz), generalny sąd i kontrolera generalnego.
Na Ukrainie pod sowiecką okupacją UHWR kierowała przez UPA zbrojną walką, a przez OUN prowadziła polityczną i propagandową akcję przeciw władzy sowieckiej.
W Zjeździe Założycielskim, oprócz osób wyżej wymienionych, wzięli udział: J. Biłecki, Mykoła Dużyj, Mykoła Łebed, Omelan Łohusz, Kateryna Meszko-Łohusz, Zenon Pełenski, Josyp Pozyczaniuk, W. Potiszko, Myrosław Prokop, Daria Rebet, P. Turuła, P. Czujko, Łew Szankowski, P. Szumowski. Wyrazili zgodę na uczestnictwo w Radzie, ale nie mogli wziąć udziału w obradach: Iwan Bahriany, Jewhen Wreciona, M. Haliant, Ołeksander Małynowśki, Wasyl Ochrymowycz. Dokooptowani później członkowie Rady to: O. Diakiw, H. Zełenyj, Wasyl Kuk, Petro Fedun, M. Chmilowski.

## Działalność
Po zakończeniu Wielkiego Zjazdu UHWR (11–15 lipca 1944 roku) Mykoła Łebed´ został wysłany na Zachód na czele misji zagranicznej OUN-B i UHWR (pod nazwą Zagraniczne Przedstawicielstwo UHWR). Jej zadaniem było nawiązanie kontaktów zagranicznych dla uzyskania poparcia międzynarodowego dla podziemia na Ukrainie. Obok Łebedia w skład misji wchodzili o. Iwan Hrynioch, Łew Szankowski i Myrosław Prokop (oprócz tego dwie radiotelegrafistki i personel pomocniczy). Równolegle do Szwajcarii wysłany został Jewhen Wreciona. Z powodu zagrożenia zbliżającym się frontem sowieckim w 1944, część członków UHWR udała się na emigrację, a po likwidacji na początku lat 50. działającego na Ukrainie centrum decyzyjnego, siedzibę UHWR utworzono w Monachium.
Już na początku 1945 r. UHWR oraz Komenda Główna UPA zaczęły dążyć do porozumienia z Polakami. Wydano rozkazy dotyczące zabijania tylko osób związanych z komunistycznym aparatem władzy, zakazano zabijania rodzin schwytanych komunistycznych agentów i mieszania się do sporów religijnych. Nakazano podjęcie działań propagandowych na rzecz utworzenia wspólnego frontu walki przeciw bolszewikom przez wszystkie narody podbite przez ZSRR, oraz podjęcie współpracy wojskowej z polskim podziemiem niepodległościowym. Zalecenia te zostały nieprzychylnie przyjęte przez podziemie ukraińskie.
UHWR i UPA próbowały szukać porozumienia z Polakami również na Zachodzie. Jewhen Wreciona, wysłany do Szwajcarii w celu nawiązania kontaktu z aliantami został internowany przez władze szwajcarskie wraz z Romanem Prokopem, zostali uwolnieni dopiero po wojnie. Nawiązali wówczas kontakty z polskimi emigrantami, m.in. z Jerzym Stempowskim i Józefem Czapskim.
W końcu 1945 r. Wreciona doprowadził do spotkania przy granicy szwajcarsko-francuskiej Stempowskiego z przybyłym z Polski dr Wołodymyrem Horbowym, który przekazał m.in. informację o zawarciu na Lubelszczyźnie porozumienia polsko-ukraińskiego. Jednak po tej rozmowie Horbowyj zniknął bez śladu (po latach okazało się, że wyjechał do swojej kobiety w Pradze, tam został aresztowany, przekazany ZSRR i skazany na 25 lat łagru). Kolejne rozmowy prowadzili działacze ukraińscy z oficerami gen. Władysława Andersa w sprawie pozostawienia na Zachodzie żołnierzy Ukraińskiej Armii Narodowej gen. Pawła Szandruka. Rozmowy te zakończyły się sukcesem – żołnierzy UNA, jako przedwojennych obywateli polskich, nie wydano władzom radzieckim.
Próby porozumienia polsko-ukraińskiego zostały zahamowane w 1946 r. Polskich i ukraińskich działaczy politycznych wprawdzie łączyła walka z komunizmem, ale dzieliła wizja przyszłości Europy Środkowo-Wschodniej, oraz animozje polityczne i historyczne. Część polskich polityków zaangażowała się w działania na rzecz powołania Intermarium, federacji 16 narodów mającej stabilizować granice w Europie, powstrzymując przed ekspansją Niemcy i ZSRR. Część działaczy UHWR i OUN-B (działającej na emigracji pod nazwą Zagraniczne Formacje OUN) powołała natomiast formalnie Antybolszewicki Blok Narodów, a inne emigracyjne ośrodki ukraińskie Międzynarodówkę Swobody i Prometejską Ligę Karty Atlantyckiej (w której działali również Polacy – Tadeusz Schaetzel i Jerzy Ponikiewski). Wspólną platformą wymienionych organizacji została, założona w 1948, Antybolszewicka Liga Oswobodzenia Narodów (ALON).
Od 1947 r. w UHWR i OUN na emigracji zaczął zarysowywać się podział, głównie ideologiczny, na przybyłych po 1945 roku z Ukrainy (tutaj skupiali się działacze UHWR), oraz na tych, którzy spędzili wojnę w Niemczech (tu skupiali się działacze OUN). Zwolennicy UHWR (Jurij Łopatynski, Jewhen Wreciona, Iwan Butkowski) popierali postępującą od 1943 roku w OUN demokratyzację, natomiast zwolennicy OUN-B (Stepan Bandera) byli jej przeciwni. Nakładał się na to również podział regionalny, przebijający się na Zachód partyzanci UPA pochodzący z Galicji przyłączali się do OUN, natomiast pochodzący z Lubelszczyzny – do UHWR.
W 1951 r. UHWR otrzymała pomoc od rządu USA, co pozwoliło na wydawanie czasopism „Suczasna Ukrajina” (redaktorem naczelnym został Wołodymyr Stachiw) oraz „Wistnyk UHWR”. W 1954 r. od OUN odłączyli się ostatecznie zwolennicy demokratycznych przemian, tworząc OUN za Granicą.
W 1961 działacze UHWR Wołodymyr Stachiw i Daria Rebet rozpoczęli wydawanie kulturalnego pisma Suczasnist´.

## Literatura
- Grzegorz Motyka, Rafał Wnuk, Pany i rezuny. Współpraca AK-WiN i UPA 1945-1947, Warszawa 1997, ISBN 83-86857-72-2.